# Macau Fisherman's Wharf

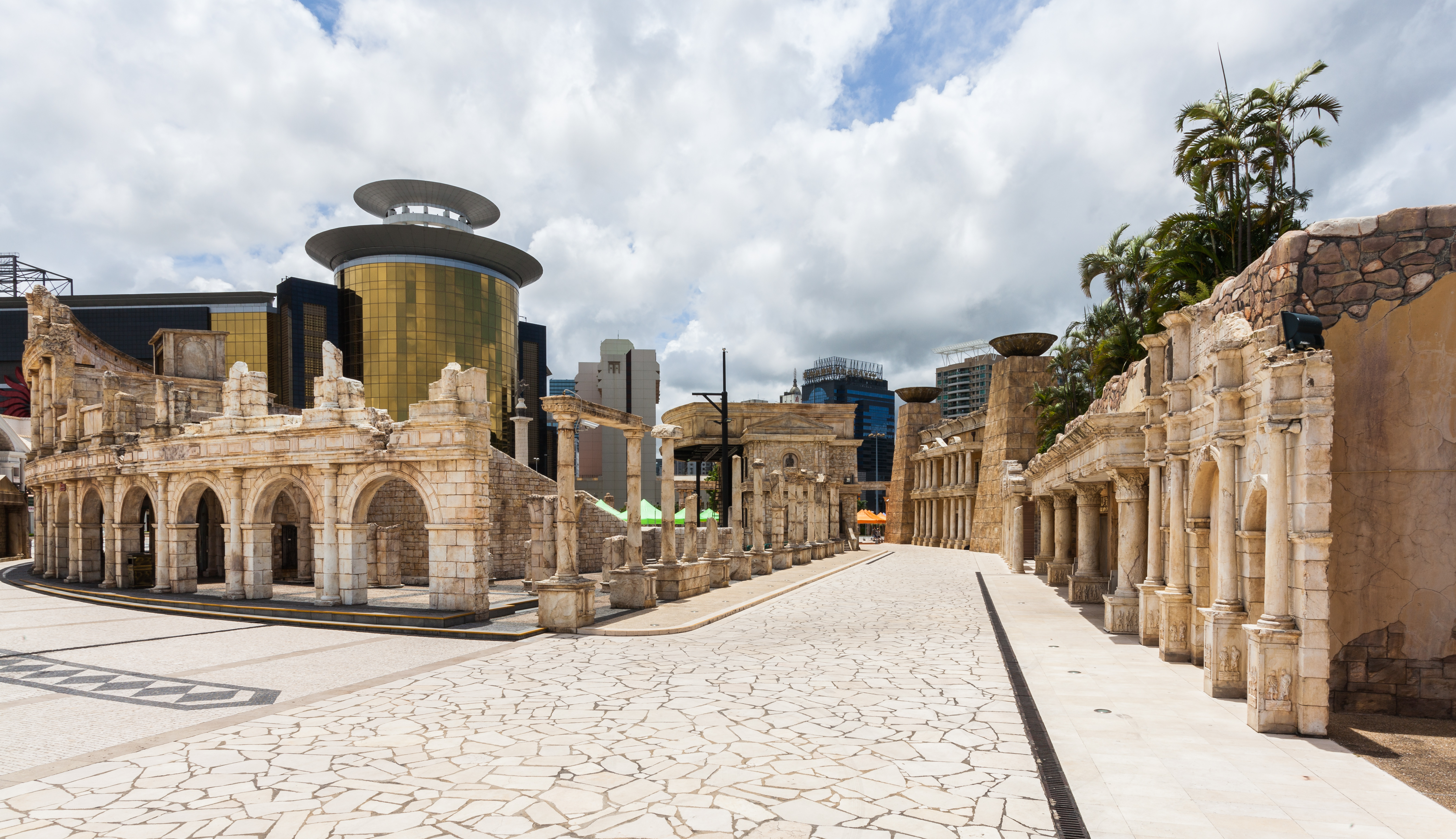
Anfiteatro romano.

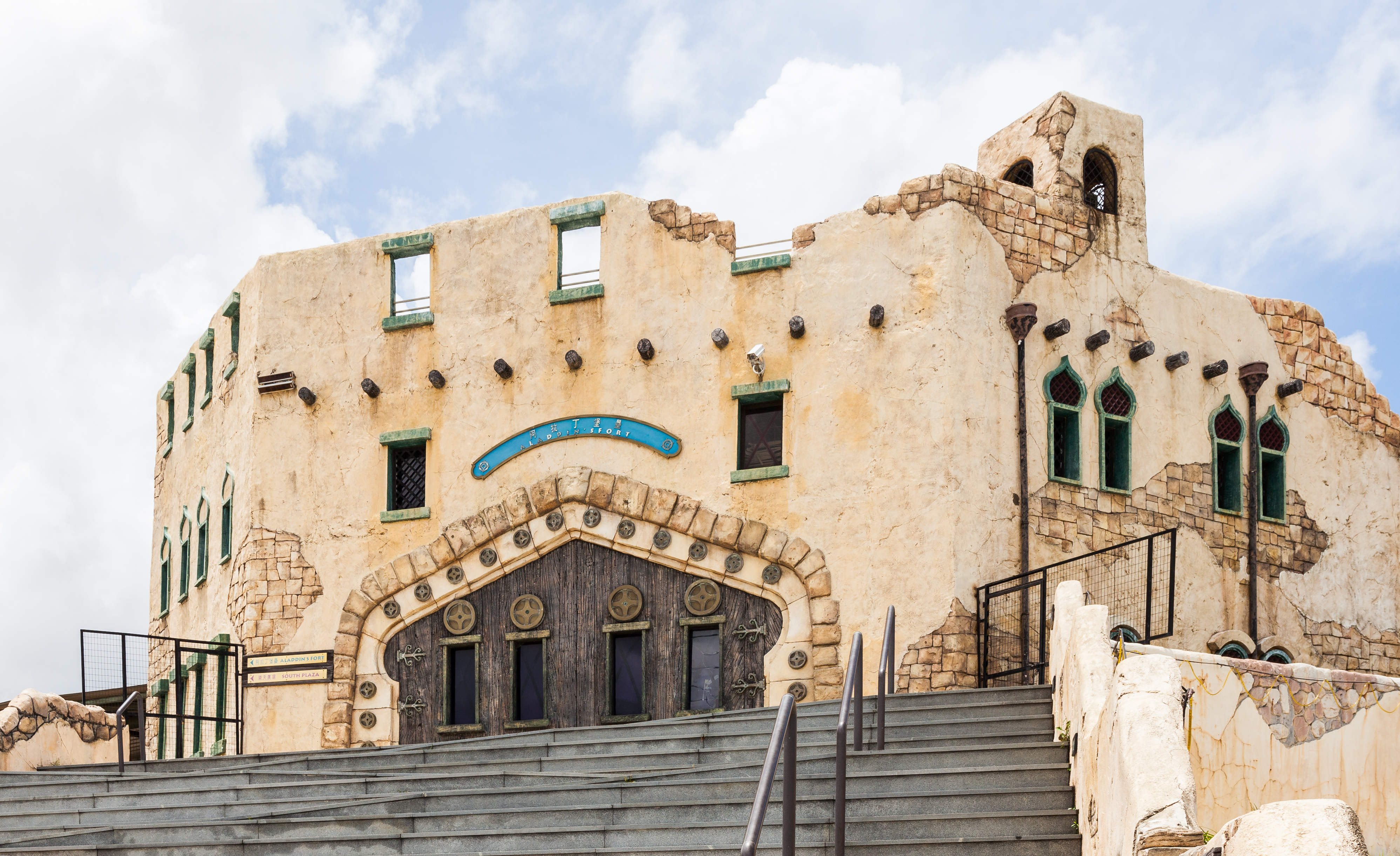
Fuerte de Aladín.

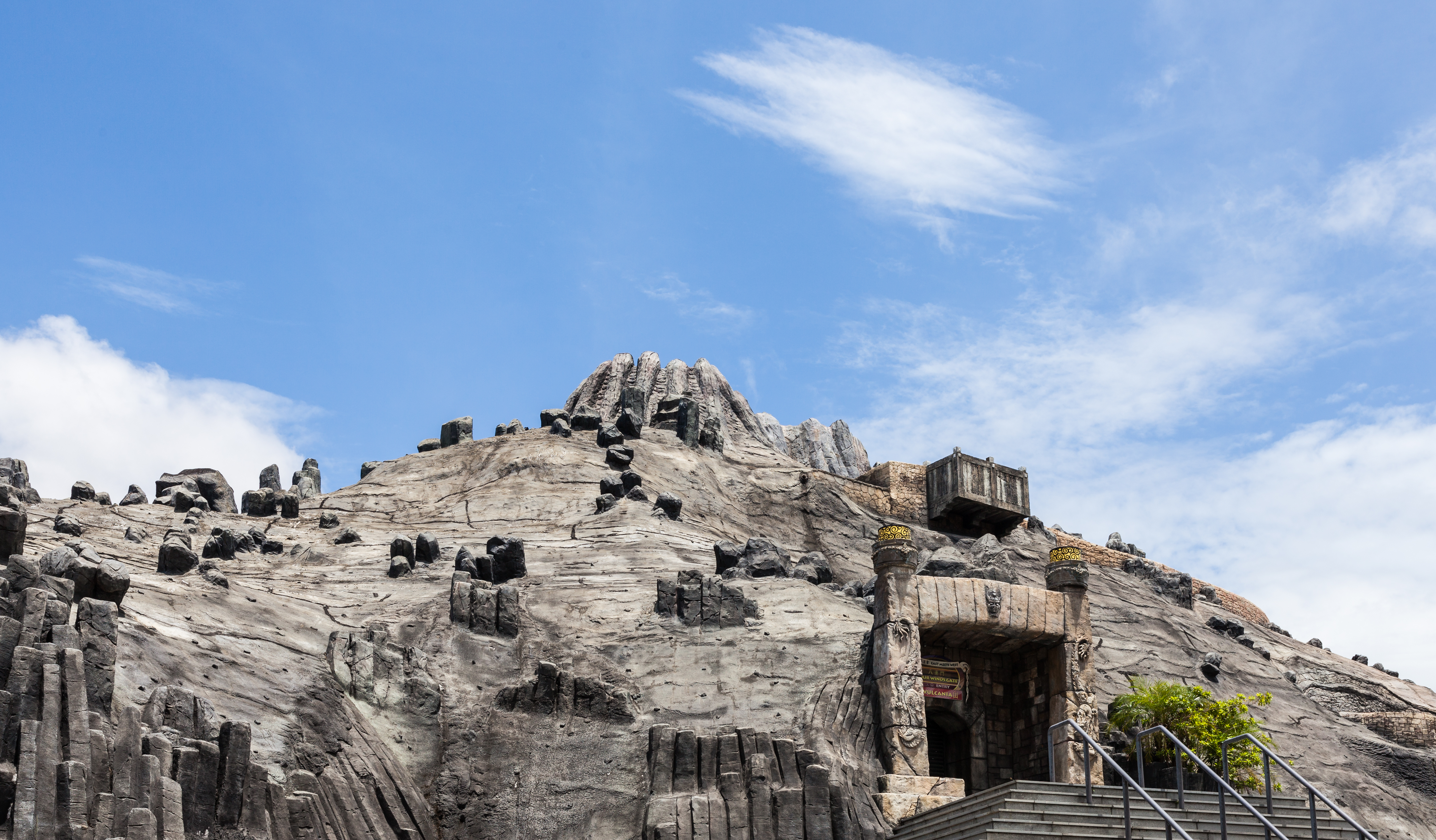
Vulcania.

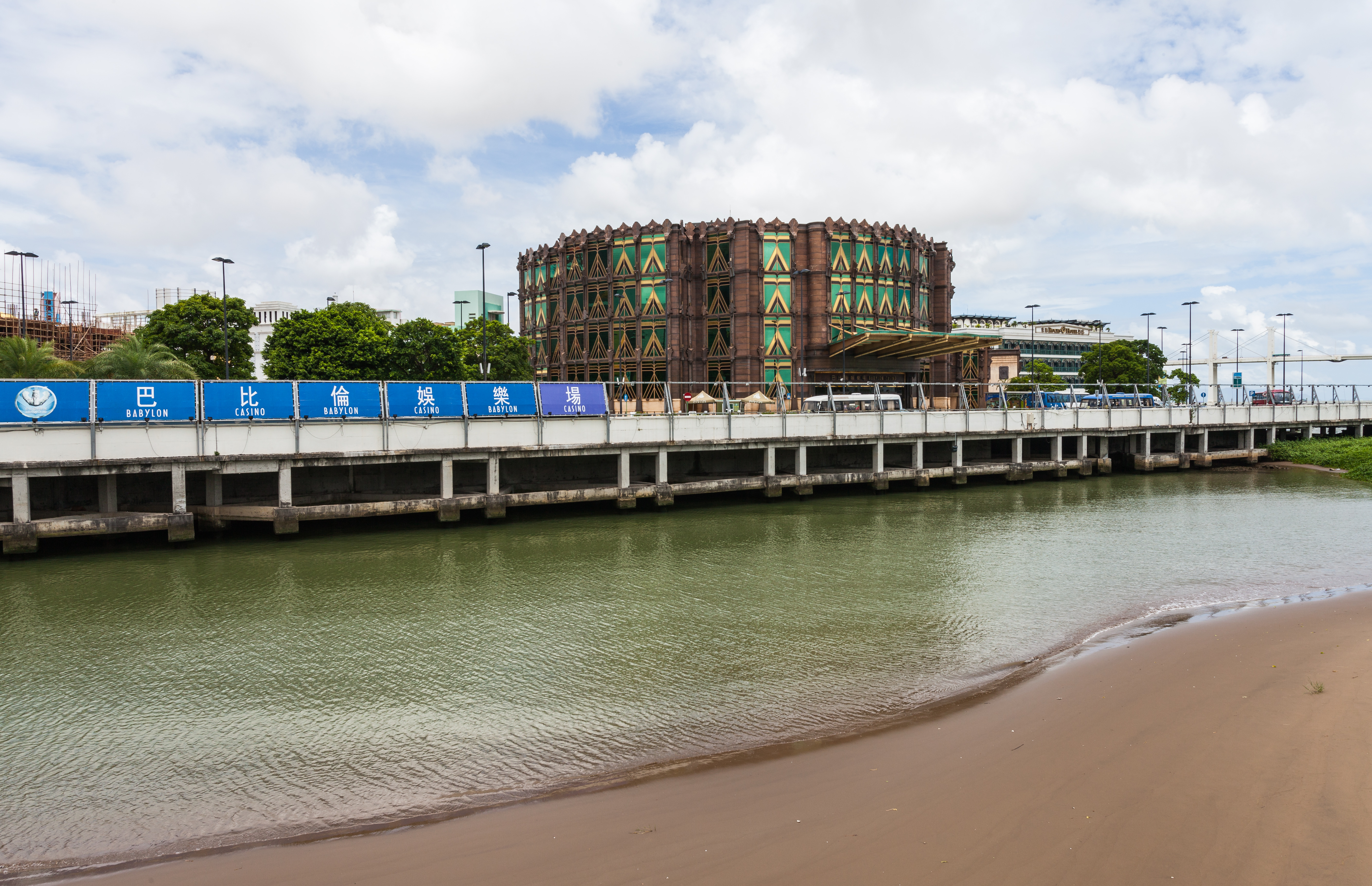
Casino Babilonia.

El Macau Fisherman's Wharf (en chino: 澳門漁人碼頭; en portugués: Doca dos Pescadores) y traducido «Mercado del Pescador de Macao» es un complejo que incluye centros de compras, entretenimiento, convenciones, así como hoteles y restaurantes situado en Sé, Macao, China.

## Historia
La construcción del parque temático duró 5 años que culminaron con una ceremonia de apertura a cargo del Jefe Ejecutivo de Macao el 31 de diciembre de 2005. Después de un año de operación en pruebas, el centro se abrió oficialmente al público el 31 de diciembre de 2006.

## Arquitectura
El complejo incluye más de 70 tiendas y restaurantes en edificios construidos en diferentes estilos de ciudades portuarias del mundo tales como Ciudad del Cabo y Ámsterdam, un centro de convenciones y de exposición, una marina, dos hoteles y un casino de más de 133,000 m² de superficie. El 40% de la superficie del parque temático se ganó del mar.

## Atracciones
Entre las atracciones del centro cabe destacar:
- Rocks Hotel (Hotel de las rocas), elaborado en estilo victoriano del siglo XVIII, con un total de 72 habitaciones y suites.
- Harbourview Hotel (Hotel de la vista al puerto), según un diseño de la Praga del siglo XVIII, cuenta con 389 habitaciones y 55 suites.
- Anfiteatro romano, un coliseo equipado con 2000 asientos, diseñado para alojar conciertos y todo tipo de eventos.
- Centreo de convenciones y exposiciones, uno de los locales de mayor tamaño de la ciudad para reuniones.
- Legend Boulevard (Bulevar de leyenda), un complejo de venta al por menor, hoteles, restaurantes y un casino inspirado en ciudades o regiones costeras que incluyen Miami, Ciudad de Cabo, Nueva Orleans, Ámsterdam, España, Lisboa, Roma e Inglés, el Palacio y la Riviera italiana. En el complejo hay también restaurantes de diferentes gastronomías del mundo.
- Casino de Babilonia, cuenta con habitaciones vip y un piso para juego al público, está conectado con el hotel de la vista al puerto por un skybridge.